# Trashed
Trashed is het tweede studioalbum van de Amerikaanse punkband Lagwagon. Het is uitgegeven op 4 januari 1994 door Fat Wreck Chords, en het is net als voorgaand album geproduceerd door Fat Mike, eigenaar van Fat Wreck Chords en zanger van NOFX. Het album bevat twee covers.

## Nummers
1. "Island of Shame" - 2:39
2. "Lazy" - 1:48
3. "Know It All" - 2:29
4. "Stokin' the Neighbors" - 3:08
5. "Give It Back" - 2:35
6. "Rust" - 2:58
7. "Goin' South" - 2:00
8. "Dis'chords" - 3:15
9. "Coffee and Cigarettes" - 2:51
10. "Brown Eyed Girl" (cover van Van Morrison) - 3:22
11. "Whipping Boy" - 2:22
12. "No One" - 2:01
13. "Bye for Now" - 3:47
14. "Back One Out" (verborgen track, parodienummer van "Mama Said Knock You Out" van LL Cool J) - 1:31

## Band
- Joey Cape - zang
- Chris Flippin - gitaar
- Shawn Dewey - gitaar
- Jesse Buglione - basgitaar
- Derrick Plourde - drums